# Alzheimer-kór neuroképalkotási kezdeményezés
Az Alzheimer-kór Neuroképalkotási Kezdeményezés (Alzheimer’s Disease Neuroimaging Initiative, ADNI) egy világméretű kezdeményezés, amely megbízható klinikai adatokat biztosít az Alzheimer-kór (Alzheimer’s disease, röviden: AD) patológiai alapjainak kutatásához, a kór megelőzéséhez és kezeléséhez. Biológiai markerekről szerzett kutatási eredményeik segítségével több kutatócsoport is hozzájárult az Alzheimer-kór agyban történő progressziójának megértéséhez. A projekthez hozzájárultak a National Institutes of Health és a Food and Drug Administration kutatói és előadói, a gyógyszerrel és orvosi képalkotással foglalkozó cégek, egyetemek és nonprofit csoportok.
A kezdeményezés legfőbb jellemzője a részt vevő csoportok azon elköteleződése, hogy lemondjanak adataik és eredményeik tulajdonjogáról, és amilyen hamar csak lehet (vagyis kutatásuk teljes lezárta előtt), nyilvánossá tegyék őket.  Az együttműködők szintén beleegyeztek a szabadalmi jogokról való lemondásba. A jelenlegi fókusz az Alzheimer-kórral jelenleg, vagy jövőben potenciálisan rendelkező személyek cerebrospinális folyadékában található bizonyos fehérjék szintjének mérésén van.

## Fő célok
- Az Alzheimer-kór patológiájának megértése biomarkerek segítségével, és az AD korai stádiumban való diagnosztizálása.
- Világszerte különböző klinikai kutatások eredményeinek közzététele, ezzel támogatva az AD intervenciójának, prevenciójának és kezelésének új eljárásait[3]
- Az adatbázis fejlesztése és megosztása

## Klinikai próbák alanyai
Azon személyek, akik
- A demencia bármilyen formájától
- Alzheimer-kórtól
- Enyhe kognitív zavartól
- Egyéb memóriazavaroktól szenvednek

## Három szakasza
- ADNI 1

Az ADNI 2004 októberében indult el  (http://www.adni-info.org). A kezdeményezés ezen szakaszában a fő célkitűzés az volt, hogy minél precízebb diagnosztikai módszereket találjanak az AD legkorábbi fázisban való detektálásához, és hogy biológiai markerek segítségével meghatározzák a patológiát. Az ADNI különböző, már létező agyi-képalkotóeljárásokat (mint például a PET (Pozitronemissziós Tomográfia) és MRI (Mágnesesrezonancia-képalkotás) tesztelt annak érdekében, hogy kiderüljön, kombinálhatóak-e ezek az AD korai szakaszban való felismeréséhez. Emellett enyhe kognitív zavarral és memóriavesztéses problémákkal rendelkező személyeket toboroztak klinikai vizsgálatokra. Összeállítottak egy tesztsorozatot, melynek részei az amyloid és glükóz PET, MRI, a lumbális gerinc cerebrospinális folyadékának vizsgálata, vérvizsgálatok, illetve neuropszichológiai és hangulatot mérő tesztek voltak. A biomarkerek feladata az AD korai fázisban zajló előrehaladásának nyomon követése volt. Ezt követően, a biomarker-adatokat összegyűjtötték és elemezték, egyrészt a kognitív hanyatlás előrehaladásának megállapítására, másrészt pedig alternatív detektáló módszerek hatásosságát vizsgálva új módszerek fejlesztésére.
- ADNI GO

Az ADNI második fázisa 2009 júniusában indult, és 2011-ig folytatódott. Ez a lépcső az első fázis kutatásain alapult, célja a klinikai tesztekhez való standardizált módszerek fejlesztése. Az ADNI GO fázisban 200, korai enyhe kognitív zavarral küzdő páciens vett részt, ezzel segítve a zavar korai fázisának kutatását. 
- ADNI 2

Az ADNI 2, a projekt harmadik állomása 2011-ben indult. E szakasz célja a gerincvelői folyadék, a genetika, és a kognitív lefolyás összehasonlítása volt idős személyek két csoportja között: olyan személyek között, akik nem szenvedtek AD-től, és olyanok között, akik az AD enyhe tüneteivel rendelkeztek, vagy másféle demenciájuk volt.

## Elért eredmények
Az Alzheimer-kór korai felismerésére fejlesztett eljárások
Az AD-t már korai szakaszában felismerhetővé tevő eljárások fejlesztése, így például a cerebrospinális folyadékban lévő amyloid-beta42 és tau fehérjék koncentrációjának vizsgálata. Az AD korai szakaszának progressziója nyomon követhető páciensekben, akik enyhe AD-vel rendelkeznek, vagy már észlelhető tüneteik is vannak.
Klinikai tesztekhez való standardizált módszerek fejlesztése
- Mágnesesrezonancia-képalkotás (MRI)
- Pozitronemissziós Tomográfia (PET)[1]
- Cerebrospinális folyadék biomarkerek

Az ADNI adatbázis bevezetése
- ADNI Electronic Data Capture (EDC)

Az ADNI Electronic Data Capture-t (EDC) ADNI kutatók használják, hogy az ADNI, ADNI GO és ADNI 2 számára gyűjtött klinikai adatokat tanulmányozhassanak, illetve tölthessenek fel. Az EDC külsős kutatók számára nem érhető el.
- LONI data archive

A LONI adat archívum gyűjti az ADNI által is hasznosítható MRI és PET felvételeket. Ezzel együtt az ADNI minőségellenőrzőként is használja a LONI-t.
Fontosabb eredmények
A kutatók eredményei szerint az agyban található béta amyloid összefügg a kognitív hanyatlással. Az AD enyhe tüneteivel, vagy relatív demenciával rendelkező emberek bevonásával zajló longitudinális vizsgálat szerint, azokra a személyekre, akik agyában béta amyloid található, a kognitív hanyatlás gyorsabb progressziója a jellemző. Az agyban található amyloid egészséges személyek esetén is megnöveli az AD kockázatát. A hippokampusz régió változása az egyik ok, amely kognitív hanyatláshoz vezet. Ezek az eredmények hozzájárulhatnak az AD azonosításának fejlesztéséhez, és hatékony kezelések kialakításához. Azt már megállapították, hogy az MRI a legmegfelelőbb módszer a betegség előrehaladásának nyomon követésére: más, létező technológiákkal összehasonlítva ez mutatja ki leghatékonyabban a változásokat.
Globális összefogás az Alzheimer-kór kutatásában
Az ADNI adatbázist akadémiai, kormányzati és ipari kutatók Alzheimer-kórral kapcsolatos adataik megosztására indították el. Az adatbázisba került adatok 350 publikált cikkből, körülbelül 2500 kutatótól származnak. Továbbá, az Egyesült Államokbeli sikeres ADNI projektet követően hasonló kezdeményezések indultak Japánban, Ausztráliában, Európában, Kínában, Tajvanon és Koreában, ezzel is fejlesztve az AD kutatását világszerte.

## Története
Az együttműködés ötlete körülbelül 10 éve, egy hétköznapi beszélgetés során merült fel Neil S. Buckholtz (a National Istitute on Aging Dementias of Aging ágazatának vezetője) és Dr. William Potter (az Eli Lilly and Company idegtudósa) között. “Ki akartunk kerülni abból, amit én 19. századi gyógyszerfejlesztésnek hívok – vagyis hogy adjunk be egy gyógyszert, és reménykedjünk, hogy majd történik valami” – idézte fel Dr. Potter egy interjúban. "Arra volt szükség, hogy találjunk egy módszert annak kiderítésére: mi történik az aggyal az Alzheimer-kór előrehaladása nyomán, és hogy megvizsgáljuk, kísérleti gyógyszerek képesek-e módosítani ezen a progresszión."
Egy Dr. Richart J. Hodes-szal folytatott telefonbeszélgetés közben Dr. Steven M. Paul, a National Institute of Mental Health korábbi kutatási igazgatója felajánlotta, hogy más gyógyszervállalatokat is felkér a kezdeményezés pénzügyi támogatására. Dr. Paul a Foundation for the National Institutes of Health működésében is részt vett, amely privát pénzalapokat hozott létre az intézmények nevében, így segítve az együttműködést. Az összefogás hivatalosan 2003-ban kezdődött.

## Finanszírozás
Az összefogást megelőzően egyetlen egyéni projektnek sem volt elegendő anyagi forrása, hogy belevágjon egy biomarker-projektbe. A lehetséges biomarkerek teszteléséhez ugyanis 800 alany vizsgálatára lenne szükség – köztük egészséges memóriájú, valamilyen mértékű memória-zavarral rendelkező, és Alzheimer-kóros személyekre is -, akiknek később az évekig tartó utánkövetését is meg kellene oldani.
Az ADNI két fő támogatója a National Institute on Aging és a National Institute of Bioimaging and Bioengineering. Az alapítvány összesen 60 millió dollárt kapott, amelyből 40 milliót a fent említett két intézet biztosított. A maradék 20 millió dollár a gyógyszeriparból és alapítványokból, illetve a NIH alapítvány adományaiból folyt be. Ezek mellett más szervezetek is támogatják a munkát, így például a Veteran’s Administration Office of Research and Development. 2010-ben egy ösztönző programcsomag keretében az ADNI-t további 24 millió dollárral finanszírozták. Így a projekt megkezdte második fázisát, az ADNI GO-t. Egy évvel később, újabb 70 millió dollár eredményeként az ADNI 2 gyors előremenetelbe kezdett.
- FNIH

Az FNIH az ADNI privát támogatóinak adományaira fókuszál, ami által máris több, mint 45 millió dollárhoz jutott. Az FNIH-t az Egyesült Államok Kongresszusa indította, hogy támogassa az NIH küldetését, amelyben tudományos felfedezések által igyekeznek segíteni az egészségfejlesztést. A NIH vezető szerepre törekszik a bonyolult tudományos és egészségügyi problémák felismerésében és legyőzésében. Az alapítvány nonprofit jótékonysági szervezet.
- PPSB

A PPSB (Private Partnes Scientific Board) egy független, nyitott és kísérleti (prekompetitív) fórumként működik az ADNI összes privát partnere számára. A PPSB nem csak a projekthez kapcsolódó ügyekről oszthat meg információt, de tudományos és magánügynökök nézőpontját is képviselheti, és szakvéleményt is nyúljthat.

## Biomarkerek
Az Alzheimer-kór előrejelzésében szerepet játszó lehetséges biomarkerek hatása még nincs véglegesen alátámasztva. További kutatások szükségesek annak meghatározásához, hogy a biomarkerekkel rendelkező személyek közül hányan lesznek ténylegesen Alzheimer-kórosok.

## Megválaszolandó kérdések
- Az amyloid hatása az agyban

Kutatók szerint az agyukban amyloiddal rendelkező személyek nagyobb kockázatnak vannak kitéve, emellett gyorsabb lefolyású kognitív hanyatlás jelenik meg esetükben, összehasonlítva őket az amyloiddal nem rendelkező személyekkel. Továbbra is kérdéses azonban, hogy miért rendelkeznek egyes emberek amyloiddal, míg mások nem. A kutatók szerint, bár nem felelős érte teljes mértékben, de megjelenésében szerepet játszhat a genetika. Ráadásul vannak olyan amyloiddal rendelkező emberek, akiknek nincsenek memória-problémájuk, mások viszont AD-től vagy relatív demenciától szenvednek Ezekre a kérdésekre az ADNI projekt folytatásaitól várják a választ.

## Egyéb együttműködések
A kezdeményezés mintául szolgált egy Parkinson-kórral kapcsolatos, hasonló törekvés kialakításának. Egy 40 millió dolláros, Parkinson-kórral összefüggő biomarkerek keresését célzó projekt - a Michael J. Fox alapítvány támogatásával – 600 fő vizsgálati személyt tervez bevonni az Egyesült Államokban és Európában. “Az ADNI a »precedens«” – mondta Holly Barkhymer, az alapítvány szóvivője.
Az ADNI egy anagrammáját használó, DIAN (Dominantly Inherited Alzheimer Network) nevű szervezet a St Louis-i Washington Egyetemen működik. A társaság olyan genetikai mutációval rendelkező családokat vizsgál, amely mutáció az Alzheimer-kór korai megjelenését idézi elő. A mutáció lehetővé teszi annak megjóslását, hogy a család mely tagjai lesznek érintettek a kórban, emellett összehasonlíthatóvá tesz teljes biokémiákat a mutációval rendelkező és nem rendelkező rokonok között.

## Fordítás
- Ez a szócikk részben vagy egészben a Alzheimer's Disease Neuroimaging Initiative című angol Wikipédia-szócikk ezen változatának fordításán alapul.  Az eredeti cikk szerkesztőit annak laptörténete sorolja fel. Ez a jelzés csupán a megfogalmazás eredetét és a szerzői jogokat jelzi, nem szolgál a cikkben szereplő információk forrásmegjelöléseként.